# Dom durakov
Dom durakov (bra: Casa dos Loucos; prt: Casa de Loucos) é um filme de drama russo de 2002 dirigido e escrito por Andrei Konchalovsky.
Foi selecionado como representante da Rússia à edição do Oscar 2003, organizada pela Academia de Artes e Ciências Cinematográficas.

## Elenco
- Julia Vysotskaya - Zhanna
- Sultan Islamov - Ahmed
- Yevgeni Mironov
- Stanislav Varkki - Ali